# Guarapari Esporte Clube
O Guarapari Esporte Clube é um clube de futebol brasileiro da cidade de Guarapari no estado do Espírito Santo. O clube teve sua melhor fase durante a década de 1980, quando foi uma vez campeão estadual (1987) e três vezes vice-campeão (1982,1986 e 1990).
No jogo inaugural do principal e maior estádio do estado, o Estádio Kleber Andrade, no dia 7 de setembro de 1983, o Guarapari foi derrotado pelo Rio Branco-ES por 3 a 2 em jogo amistoso.

## Títulos
| ESTADUAIS               | ESTADUAIS           | ESTADUAIS | ESTADUAIS  |
|                         | Competição          | Títulos   | Temporadas |
| ----------------------- | ------------------- | --------- | ---------- |
| Espírito Santo (estado) | Campeonato Capixaba | 1         | 1987       |

## Campanhas de destaque
- Vice-campeão Capixaba: 3 (1982, 1986, 1990)

## Competições nacionais
- Campeonato Brasileiro da Série B: 1983 - 37° lugar (48 clubes)